# Arycanda subradiata
Arycanda subradiata är en fjärilsart som beskrevs av W. Warren 1899. Arycanda subradiata ingår i släktet Arycanda och familjen mätare. Inga underarter finns listade i Catalogue of Life.